# Jean Clergue
Jean Clergue   (1905 - 1971) fou un compositor i director d'orquestra francès. Tot i que la seva producció musical s'ha mantingut una mica a l'ombra, és recordat com un director molt actiu, sobretot al capdavant de l'estació de lOrquestra Simfònica de Toulouse-Pirineus de la radiodifusió televisiva francesa, així com a la ràdio dels anys 40 a París.

## Obres
El seu estil, típicament francès, es pot definir com una continuació de Claude Debussy o Gabriel Fauré. Jean Clergue va ser sobretot un representant de la miniatura lliure, com ho demostren els Pochades o la Música Ingénue, que de vegades compten menys d'un minut. No obstant això, ha abordat formes més àmplies, com balades per a violí i orquestra. Només algunes de les seves obres es publiquen actualment:
- En Balancelle (melodia per a veu i piano) - Edicions Combre
- Poema per a violí i orgue (o piano) - Combre edicions (1967)
- Volutes - Primavera per a dos saxòfons alts - Edicions Combre
- Malaguena d'Ingenues Musica per Piano - Henry Lemoine Editions
- Preludi, Lied i Rondo per a trompa i piano - Henry Lemoine edicions
- Sarabande i Rigaudon per a trompeta (o cornet) i piano - henry Lemoine edicions
- Processó de matinada per a la formació simfònica
- Balada per a violí i orquestra
- Cançó nòrdica per a piano sol
- Pochades per a piano sol
- Música enginyosa per a piano solista
- Carmen per a violí i piano
- Quartet de corda
- Elegy, per a veu i quartet de corda
- Adonis, trio per a veus femenines

## Discografia
- Marcel Dardigna i Jean Clergue - poemes lírics i música enginyosa, La nit transfigurada, Ref. 340125